# 伊場遺跡訴訟
伊場遺跡訴訟（いばいせきそしょう）は、静岡県浜松市伊場 (現・浜松市中央区伊場) に所在し、同県の史跡指定を受けていた伊場遺跡が、浜松駅高架化に伴う再開発・整備のため旧国鉄電車区の移転代替地として史跡指定範囲内を提供する必要が生じたことを理由に、静岡県教育委員会によりその指定を全面解除されたことに対し、これに反対する地元の考古学研究団体らが指定解除処分の取消を求めて1974年（昭和49年）7月に起こした行政訴訟である。

## 概要
1954年（昭和29年）3月、静岡県教育委員会は、静岡県文化財保護条例により、本件「伊場遺跡」を同県史跡に指定した。
しかし、浜松駅高架化に伴う同駅前再開発・整備のため旧国鉄の電車区を移転すべき代替地として同遺跡を提供する必要が生じたことを理由として、1973年（昭和48年）11月、同教育委員会は、本件条例に基づきその指定を全面解除した。
そこで、歴史学・考古学の研究者で遺跡保存運動グループの代表者である原告らが行政不服審査を経て、本件指定解除処分は本件条例30条1項の要件である、史跡が「その価値を失った場合、そのほか特殊の理由があるとき」を満たしていないものであるとして、静岡県教育委員会に対して指定解除処分の取消訴訟を提起したものである。
本件訴訟において問題となったのは、学術研究家らに行政事件訴訟法9条の当事者適格が認められるか否かである。具体的には、学術研究家らが行政事件訴訟法9条1項により「当該処分又は裁決の取消しを求めるにつき法律上の利益を有する者」に認められるか否かが争われた。

## 判決

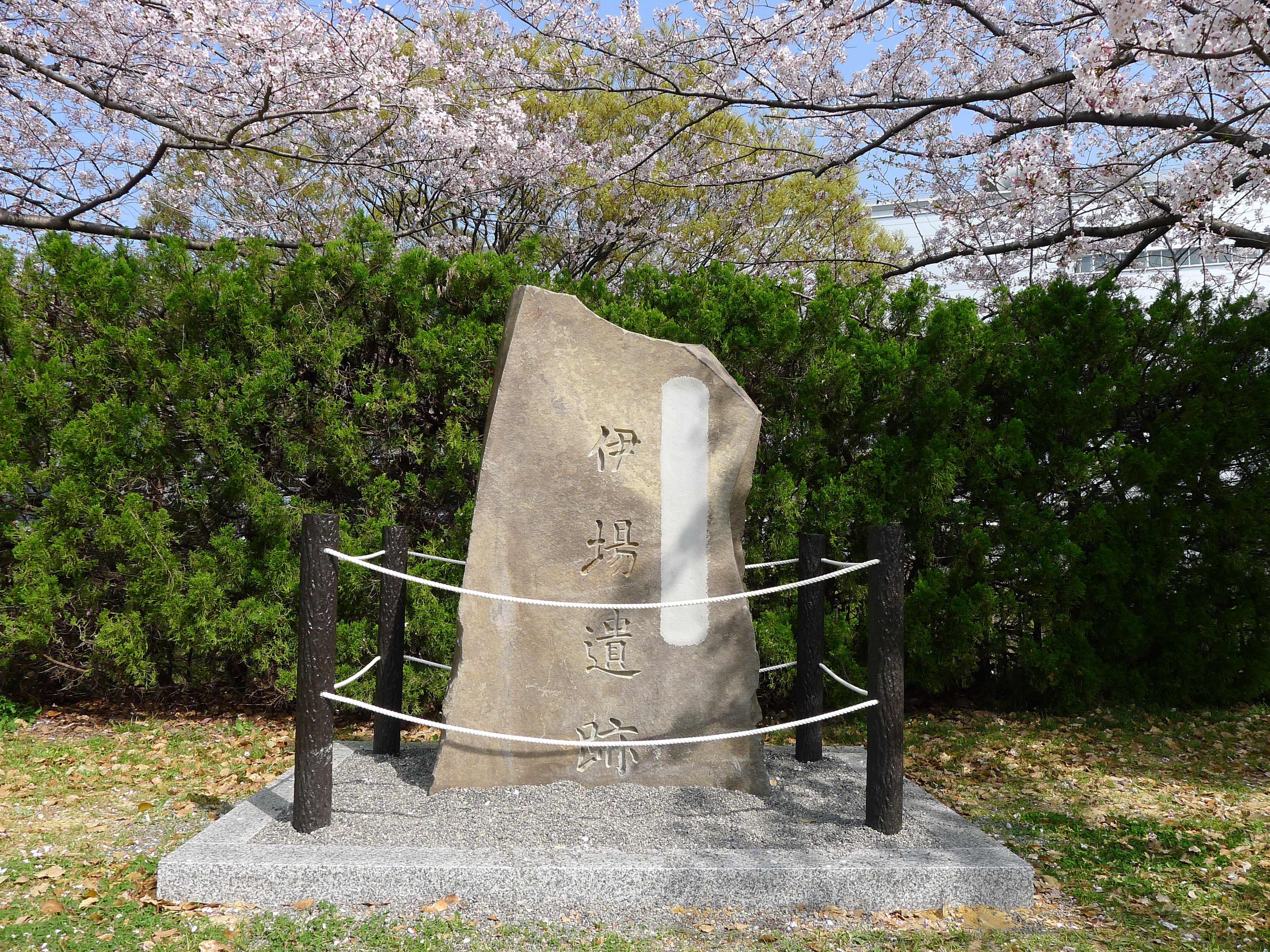
伊場遺跡の石碑。右上部分が塗りつぶされている。

この点について、最高裁判所は以下のように述べて学術研究家の原告適格を否定した。
「本件史跡指定解除処分の根拠である静岡県文化財保護条例は、文化財保護法98条2項の規定に基づくものであるが、法により指定された文化財以外の静岡県内の重要な文化財について、保存及び活用のため必要な措置を講じ、もって県民の文化的向上に資するとともに、我が国文化の進歩に貢献することを目的としている（1条）。本件条例において、静岡県教育委員会は、県内の重要な記念物を県指定史跡等に指定することができ（29条1項）、県指定史跡等がその価値を失った場合その他特殊の理由があるときは、その指定を解除することができる（30条1項）こととされている。これらの規定並びに本件条例及び法の他の規定中に、県民あるいは国民が史跡等の文化財の保存・活用から受ける利益をそれら個々人の個別的利益として保護すべきものとする趣旨を明記しているものはなくまた、右各規定の合理的解釈によっても、そのような趣旨を導くことはできない。そうすると、本件条例及び法は、文化財の保存・活用から個々の県民あるいは国民が受ける利益については、本来本件条例及び法がその目的としている公益の中に吸収解消させ、その保護は、もっぱら右公益の実現を通じて図ることとしているものと解される。そして、本件条例及び法において、文化財の学術研究者の学問研究上の利益の保護について特段の配慮をしていると解しうる規定を見出すことはできないから、そこに、学術研究者の右利益について、一般の県民あるいは国民が文化財の保存・活用から受ける利益を超えてその保護を図ろうとする趣旨を認めることはできない。文化財の価値は学術研究者の調査研究によって明らかにされるものであり、その保存・活用のためには学術研究者の協力を得ることが不可欠であるという実情があるとしても、そのことによって右の解釈が左右されるものではない。また、所論が掲げる各法条は、右の解釈に反する趣旨を有するものではない。　したがって、上告人らは、本件遺跡を研究の対象としてきた学術研究者であるとしても本件史跡指定解除処分の取消しを求めるにつき法律上の利益を有せず、本件訴訟における原告適格を有しないといわざるをえない。」
「文化財の学術研究者には、県民あるいは国民からの文化財の保護を信託された者として、それらを代表する資格において、文化財の保存・活用に関する処分の取消しを訴求する出訴資格を認めるべきであるのに、これを否定した原審の判断は、法令の解釈適用を誤ったものである、というのであるが、右のような学術研究者が行政事件訴訟法九条に規定する当該処分の取消しを求めるにつき「法律上の利益を有する者」に当たるとは解し難く、また、本件条例、法その他の現行の法令において、所論のような代表的出訴資格を認めていると解しうる規定も存しない」